# ژابیتسکیه
ژابیتسکیه (به لهستانی:  Żabickie) یک روستا در لهستان است که در گمینا لیپسک واقع شده‌است.